# Olsztyn
Olsztyn (tysk: Allenstein) er en by i det nordøstlige Polen ved floden Łyna med 176.387(2009) indbyggere, hovedstad i voivodskabet warmińsko-mazurskie. Byen har et areal på 88,328 km2.

## Historie
Allenstein opstod omkring en borg som blev anlagt af Den Tyske Orden 1348-70.
I Olsztyn, fra 1516 til 1521, levede Nicolaus Kopernikus. Astronomen var kommandant for et effektivt polsk forsvar af Olsztyn mod den belejrende Tyske Orden i 1521.
Byen blev beslaglagt af Preussen i Polens 1. deling i 1772, og fra 1871 til 1945 var en del af Tyskland. Ikke desto mindre var Olsztyn i det 19. århundrede et vigtigt polsk center.
Efter Tysklands samling 1871 tilhørte Allenstein den preussiske provins Ostpreussen. Fra 1905 til 1945 var byen hjemsted for det preussiske regeringsområde Regierungsbezirk Allenstein.
1877 blev der oprettet en synagoge i Allenstein (nedbrændte i 1938 under Krystalnatten. I begyndelsen af det 20. århundrede havde Allenstein en evangelisk kirke, to katolske kirker, et gammelt slot, et gymnasium, en realskole og forskellige produktions- og fabrikationsvirksomheder.
Under 1. verdenskrig var der kampe i nærheden af Allenstein. To russiske arméer trængte ind i Ostpreussen fra øst og syd (Den polske stat eksisterede ikke mellem 1795 og 1918) i slutningen af august 1914 (cirka tre uger efter at krigen var brudt ud). Den lokale militærleder ville da lægge forsvarslinjen vest for floden Weichsel, hvilket der ikke blev accepteret af krigsledelsen i Berlin. Den tyske 8. armé under general Paul von Hindenburg lykkedes det dog, ved at udnytte det fra siden 1914 gode tyske jernbanenet, at knuse den ene indtrængende armé og uddrive den anden. En uge i september 1914 var Allenstein og Ostpreussen atter befriet fra zarens tropper. Den ene russiske armé blev slået lige uden for Allenstein, og fik navnet slaget ved Tannenberg efter slaget ved Tannenberg i 1410.
Versailles-freden bestemte efter 1. verdenskrig gennemførelsen af en folkeafstemning i om at forblive i Tyskland eller at blive tilsluttet Polen. I byen Allenstein stemte 16.740 for Ostpreussen og dermed for Tyskland, 340 for Polen.
Efter at nazisterne kom til magten i Tyskland i 1933, intensiverede repressioner mod lokale polakker. Den jødiske menighed i Allenstein blev under nazismen udryddet. Synagogen blev under der Krystalnatten i 1938 nedbrændt. De fleste, som ikke emigrerede, kom fra 1942 i en Udryddelseslejr og der myrdet. Det sidste ikke ødelagte arkitektoniske vidnesbyrd om det jødiske liv i Allenstein er menighedshuset Bet Tahara, som blev restaureret i 2008 og åbnet i 2013.
I slutningen af 2. verdenskrig blev byen i januar 1945 krigsskueplads. Byen blev belejret af Den Røde Hær den 22. januar 1945, da Østfronten under 2. verdenskrig nåede området. Den tyske befolkning, som ikke nåede at flygte, blev evakueret eller udvist. Derved kom der til overgreb fra de sovjetiske soldater mod civilbefolkningen. ifølge øjenvidner begyndte rødarmister fra 5. og 6. division, 3. kavaleri-garde-korps myrdede i den som lazaret funktionienrede Provinzial-Heil- und Pflegeanstalt Kortau alle Lazaret-patienterne og personalet. Der blev der ved byggearbejder i 1950erne opdaget flere mindre og store massegrave; en af dem indeholdt 227 lig. Indtil marts 1945 blev der i Allenstein 1040 huse nedbrændt.
Den 2. august 1945 blev byen sat under polsk administration af Sovjetunionen i henhold til Potsdam-deklarationen. Det polske stednavn Olsztyn blev officielt. De tyske indbyggere som ikke flygtede, blev i den følgende tid overvejende fordrevet. De sidste sovjetiske hærenheder forlod byen i 1956.
Med regionaliseringen i Polens opstod der i 1999 voivodskabet Ermland-Masurien med regeringssæde i Olsztyn. I det samme år blev her Universitetet Ermland-Masuren grundlagt. Byen blev sæde for ærkebispedømmet Ermland den Evangeliske-Augsburgske kirke i Polen. Siden 2020 byen også sæde for den ukrainske græsk-katolske Eparchie Olsztyn-Danzig. Med omkring 175.000 indbyggere og ca. 270.000 i regionen er byen også den største i voivodskabet.
I forbindelse med demokratiseringen efter 1989 blev det tyske mindretalsselskab Allensteiner Gesellschaft der deutschen Minderheit grundlagt. I juni 2002 var der ifølge i den polske folketælling 431 tyskere i Olsztyn.

## Sport
De mest populære sportsklubber i byen er AZS Olsztyn (volleyball), Stomil Olsztyn (fodbold) og Warmia Olsztyn (håndbold og fodbold).

## Galleri
- Slot (gotisk)
- Katedral (gotisk)
- Gamle rådhus (gotisk)
- Nyt rådhus
- Hus facader i den gamle bydel
- Garnisonskirken
- Det astronomiske observatorium

## Kendte personer fra Olsztyn
- Nicolaus Kopernikus (1473–1543), residerede 1520 som kansler ved Ermlands Domkapitel i Allenstein
- Lucas David (1503–1583), preussisk historiker
- Erich Mendelsohn (født 1887 i Allenstein, død 1953), var en betydende arkitekt i det 20. århundrede
- Curt Lowens (født 1925 i Allenstein, død 2017) var en tysk skuespiller
- Karl-Heinz Hopp (født 1936 i Allenstein), død 2007) var en tysk roer, olympisk guldvinder og tredobbelt europamester